# Desmia mortualis
Desmia mortualis là một loài bướm đêm trong họ Crambidae.